# Euploea forsteri
Euploea forsteri är en fjärilsart som beskrevs av Felder 1865. Euploea forsteri ingår i släktet Euploea och familjen praktfjärilar. Inga underarter finns listade i Catalogue of Life.